# Hebert Silva Santos
Hebert Silva Santos (født 23. maj 1991) er en brasiliansk fodboldspiller, som spiller for den japanske fodboldklub JEF United Chiba.